# Plan (Huesca)
Plan ist ein spanischer Ort und eine Gemeinde (Municipio) in den Pyrenäen mit 279 Einwohnern (Stand: 2024) an der Grenze zu Frankreich. Die Gemeinde befindet sich nahe der französischen Grenze in der Provinz Huesca der Autonomen Gemeinschaft Aragonien.
Plan ist auch der Hauptort des gleichnamigen Municipio. Dieses besteht neben dem Hauptort aus Saravillo, Serveto und Señes.

## Lage
Plan liegt in den Pyrenäen zwischen dem Nationalpark Ordesa y Monte Perdido und dem Naturpark Posets-Maladeta am Río Cinqueta. Im Gemeindegebiet liegen zahlreiche Berge mit 2500 und 2600 Metern. Die höchste Erhebung ist der Pala del Puerto mit 2.625 Metern.

## Sehenswürdigkeiten
- romanische Stephanuskirche in Plan
- Kirche Mariä Himmelfahrt in Saravillo
- Kirche St. Felix in Serveto
- Torre de Casa Moline (Verteidigungsturm) aus dem 16. Jahrhundert

Stephanuskirche
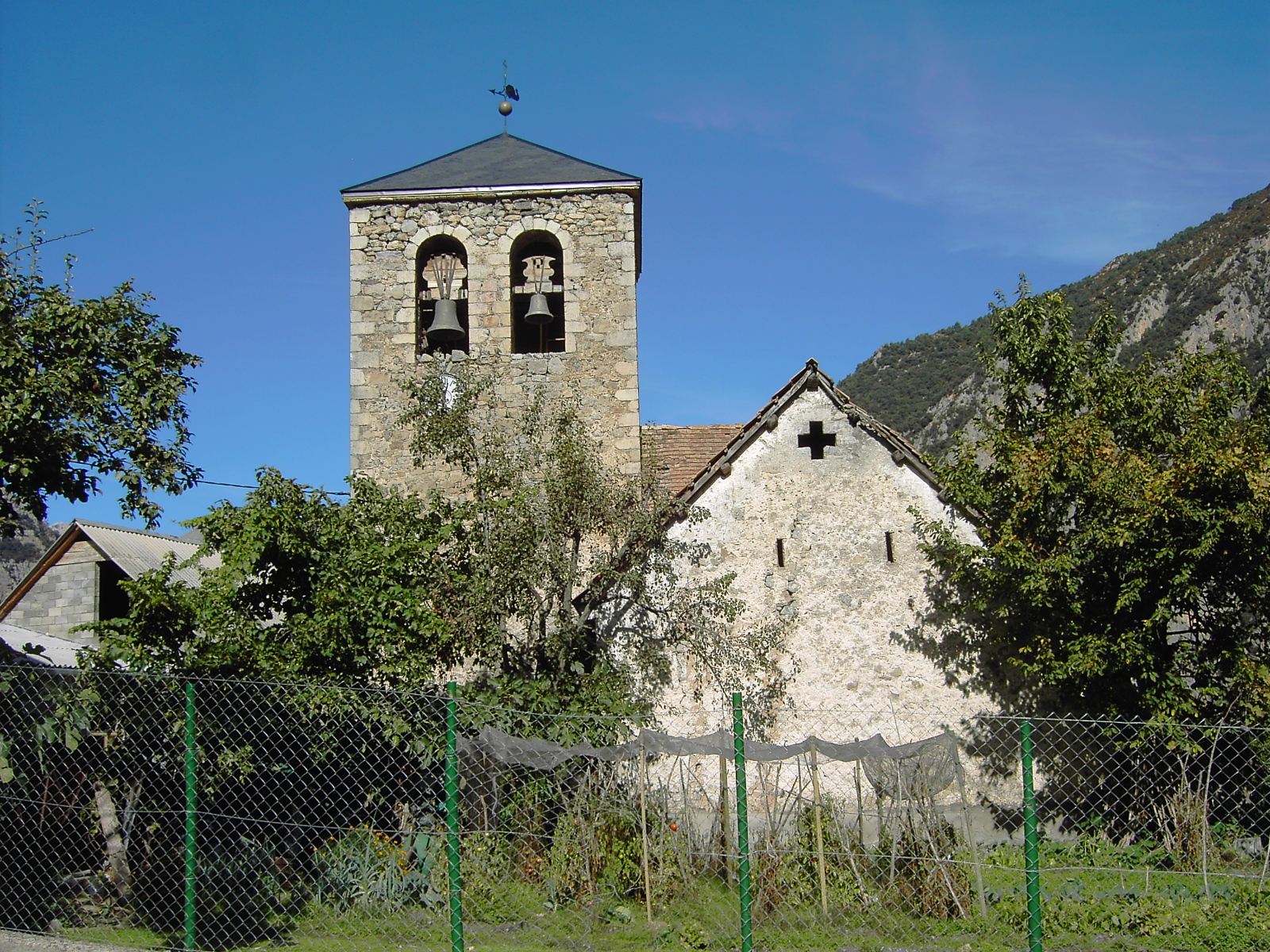
Kirche Mariä Himmelfahrt
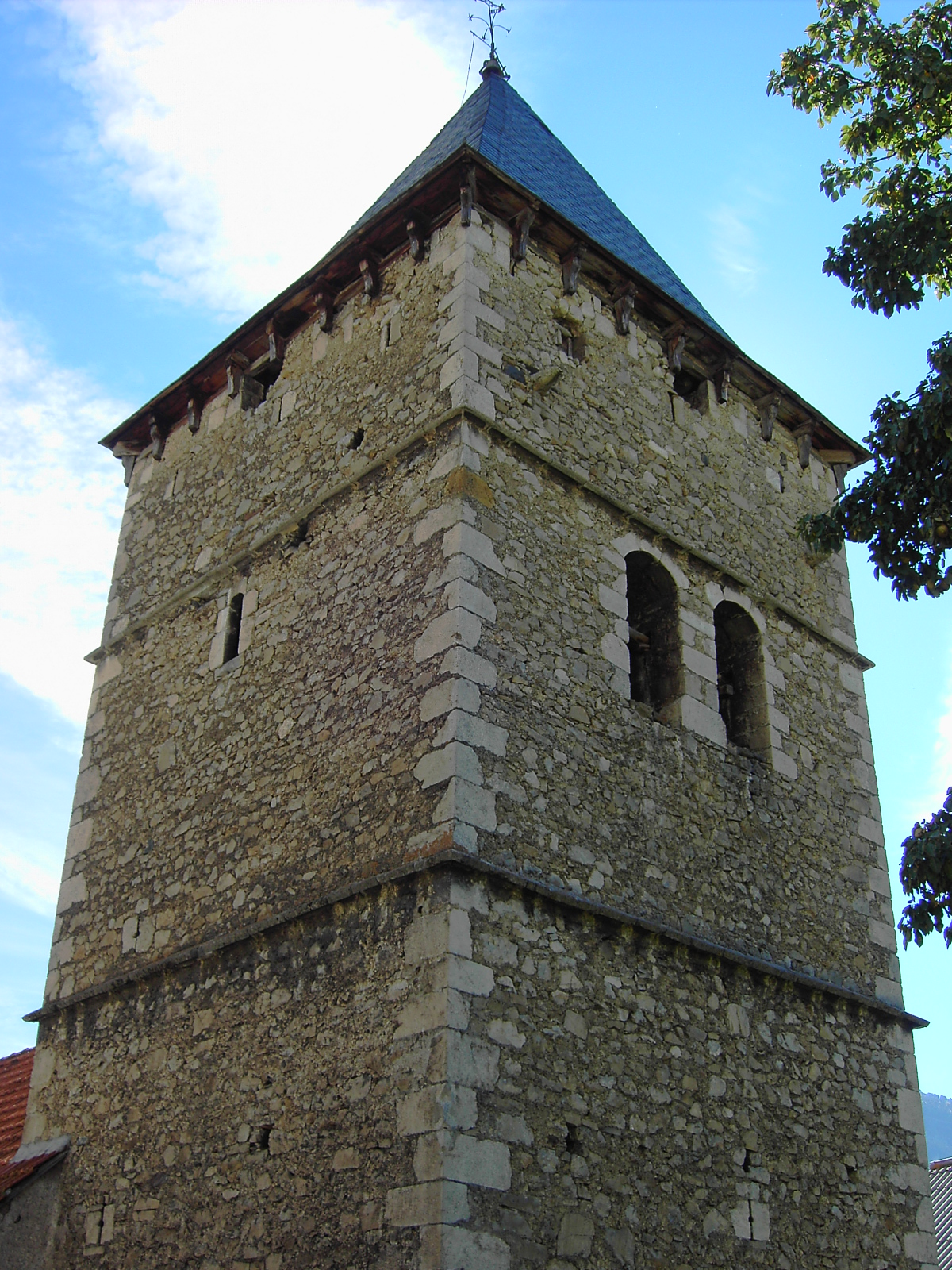
Kirche St. Felix

## Persönlichkeiten
- Nieus Luzía Dueso Lascorz (1930–2010), Schriftstellerin

## Gemeindepartnerschaft
Mit der französischen Gemeinde Esparros in dem okzitanischen Département Hautes-Pyrénées besteht eine Partnerschaft.

## Trivia
1985 machte Plan Schlagzeilen, als die örtlichen Junggesellen eine „Frauenkarawane“ organisierten, nachdem der Film Karawane der Frauen im Fernsehen ausgestrahlt worden war. Zum Zeitpunkt der Planung gab es in der Stadt mehr als 40 alleinstehende Männer und nur eine einzige Frau, da die meisten einheimischen Frauen ausgewandert waren. Eine Anzeige in der Presse, in der „Frauen zwischen 20 und 40 mit Heiratsabsichten für das Pyrenäendorf“ gesucht wurden, führte zu 33 Eheschließungen und belebte Plan wieder. Seitdem haben andere spanische Dörfer ähnliche „Karawanen“ organisiert.